# بادس (الجزائر)
بادس (بالأمازيغية :ⴱⴰⴷⵉⵙ) (بالفرنسية: Bades) (Badias في العهد الروماني) هي قرية تقع في ولاية بسكرة دائرة زريبة الوادي في الجزائر، تقع في الجهة الشمالية الشرقية للجزائر على سفوح جبال الأوراس وواد العرب وهي تابعة الى منطقة الزاب الشرقي تبعد عن عاصمة الولاية مدينة بسكرة بحوالي 93 كيلومتر وتبعد عن عاصمة الدولة الجزائر العاصمة بحوالي 500 كيلومتر.

## أصل التسمية
التسمية تعود الى العهد الروماني حيث كانت بادس حصنا عسكريا على حدود مملكة نوميديا وكانت تسمى بادياس (Badias) أو (Ad Badias), فقد ذكرت في اللوحة البويتينغرية التي تعتبر من أهم الخرائط الرومانية التي وثقت المدن الرومانية في العصر القديم. أما سبب التسمية فبقي محل خلاف فبعض المؤرخين ذهب الى قول أنها سميت بادس نسبة الى بنو باديس التابيعين الى القبيلة الأمازيغية لواتة وهذا يبقى غير راجح لعدم توفر الدلائل التاريخية أما ما هو متفق عليه أن الإسم أمازيغي الأصل.

## تاريخ

### العصر الروماني
تُذكر هذه المنطقة القديمة في خريطة بوتينجر على طريق يُحدّد حدود نوميديا بين Ad Medias وThabudeos(تهودة)، وهي تتوافق مع قرية بادس الحالية، وهي واحة في الزاب الشرقي، تقع عند مصب الواد لبيض أو المسمى واد العرب، على السفوح الصحراوية لجبال الأوراس.
على الرغم من أن اسمها لا يظهر في قائمة المدن القيتولية التي خضعت لحملة لوسيوس كورنليوس بالبيس عام 19 ق.م لما غزى المنطقة وضمها الى المملكة الرومانية، يمكن الافتراض أنه، مثل غيرها من الواحات الواقعة على الحدود الصحراوية، كان هناك مستوطنة ما قبل رومانية في هذا الموقع.
يشير وضع علامات المسافات بالقرب من "باديس" على هذا الطريق ذاته إلى وجود بنية تحتية رومانية. بالإضافة إلى ذلك، فإن إنشاء معسكر "آد مايويرس" (بيسيراني) Ad Maiores camp المسماة نقرين حاليا من قبل Lucius Minicius Natalis، حاكم الإمبراطور تراجان، يدل على وجود عسكري روماني على طول الحدود الصحراوية جنوب جبال الأوراس والنمامشة، بين بسكرة ونقرين حسب المؤرخ الفرنسي بيير سلامة.
وفقًا للمؤرخ ستيفان جيسل، ربما كانت باديس إحدى نقاط الدفاع الرئيسية، وقد تم ذكرها كحامية عسكرية في نقش وجد في معسكر القصبات (الأطلس الأثري، الخريطة 48، رقم 65؛ نقوش C.I.L.، VIII، 17968: ibi ad Bad[ias]).
ومن بين الدلائل الأخرى على أهمية الموقع، تم العثور على جزء من نقش امبريالي إمبراطوري ضخم من فترة حكم العائلة السويرية، وذلك "على المنحدر الجنوبي للتلة(الدشرة) التي تغطي المركز الأثري القديم" حسب المؤرخ الفرنسي أوجين ألبرتيني.
استمر الدور العسكري للمدينة في العصور القديمة، كما يتبين من ذكرها في القائمة Notitia Dignitatum (Oc., XXV, 5, 23، تحرير أ. سيك، ص. 175)، كجزء من الحدود المخصصة إلى القائد العسكري المتكفل بالمحافظات الرومانية في إفريقية المسمى Comes Africae، حيث كانت بادياس هي نقطة القيادة حسب المؤرخ جون باراداز. علاوة على ذلك، وعلى الرغم من وجود تحفظات قد تكون أثيرت بسبب وجود مدينة تحمل نفس الاسم في منطقة بابور بالمغرب، يبدو من المؤكد أن هذا الموقع كان بالفعل - تحت اسم Bades - إحدى خمس مدن (إلى جانب بغاي، تيمقاد، وحصن تهودة) التي استخدمها الملك المشهور جستينيان الأول للدفاع ضد الموريون على محيط الأوراس،
وكانت بادس تشهد ازدهارًا كبيرًا في فترات سابقة حيث كان يسكنها أهل البربر والرومانيون، كما يذكر الجغرافيون والنقاد في تلك الفترة، مشيرين إلى المدينة بأنها كانت مليئة بالحصون والأسواق ومزارع خصبة تسقى من العديد من الجداول المائية.

### ما قبل الفتح الإسلامي
حافظت بادس على أهميتها لفترة طويلة، حيث أصبحت، إلى جانب تهودة، واحدة من المدن الكبرى في المغرب الكبير في وقت الفتح العربي. فقد كانت المدينتين تهودة وبادياس أول من تم مهاجمتهم بشكل مباشر من قبل عقبة بن نافع، لأنهما كانتا معزولتين نسبيًا. وعند دخوله إلى الأوراس من الجنوب، كان فرسانه أكثر راحة في هذه السهول قبل الصحراء. متجنبًا مدينة طبنة، توجه نحو بادس "للقيام بالاستطلاع" كما بين إبن خلدون في كتابه كتاب العبر، قبل أن يتم محاصرته وهزيمته على يد القوات البربرية-البيزنطية بقيادة كُسَيْلَة بالقرب من تهودة. فقد قال إبن خلدون "وسار(عقبة بن نافع) إلى تهودة أو بادس لينزل بها الحامية. فلما نظر إليه الفرنجة طمعوا فيه وراسلوا كسيلة بن لزم ودلّوه على الفرصة فيه فانتهزها، وراسل بني عمّه ومن تبعهم من البربر، واتبعوا عقبة وأصحابه رضي الله عنه حتى إذا غشوه بتهودة ترحّل القوم وكسروا أجفان سيوفهم، ونزل الصبر واستلحم عقبة وأصحابه رضي الله عنهم ولم يفلت منهم أحد"

### بعد الفتح الإسلامي
كانت منطقة الزاب منطقة استراتيجية وتهافتت الإمارات والدول البريرية الإسلامية ان ذاك للسيطرة عليها فكانت تابعة لإمارة طبنة في أول الأمر فقد كانت على حدود الدولة العربية الأغلبية التي كانت تتربع على كل محيط تونس في ذلك الوقت وكانت تونس تسمى إفريقية, ثم أصبحت مدينة بادس تابعة لمدينة المسيلة في عهد الفاطميين الشعية, وثم أصبحت تحت حكم مدينة بسكرة في عهد الحماديين.

### الهجرة الهلالية
تراجع دور مدينة بادس السياسي والإستراتيجي في المنطقة وبقيت على هذه الحال حتى أتت الوفود العربية من قبائل بنو هلال واستوطنوا منطقة الزاب الشرقي بكثرة وتمكنوا فيها وتحكموا في أهلها فتسلط العرب على أهل بادس ومنعوهم من الخروج من حصنهم إلا بحماية أحد الأعراب كما بين المؤرخ الأندلسي محمد الإدريسي في كتاب نزهة المشتاق في اختراق الافاق حيث قال "حصن بادس وهو في أسفل طرف جبل اوراس وهو حسن عامر بأهله والعرب تملك أرضه وتمنع أهله من الخروج عنه إلا بخفارة رجل منهم ومنه إلى مدينة المسيلة أربعة أميال" فأدى هذا الحصار الخانق الى تدهور حال مدينة بادس فأصبحت قرية متواضعة بعد علو شأنها كأهم مدينة في المنطقة.
فقبل ذلك كانت بادس تتمتع بتنمية إقتصادية فائقة فقد وصفت من قبل المؤرخين في كتاب الاستبصار في عجائب الامصار كالاتي "مدينة بادس : وهى مدينة كبيرة، لها حصنان وأرباض واسعة وبسائط كثيرة ومزارع جليلة يزدرعون فيها الشعير مرتين في السنة على مياه سائحة ونخل كثير وجميع الفواكه والثمار. وهى مدينة قديمة فيها آثار للأولين ولها مياه وعيون كثيرة، وبالقرب منها قيطون بياضة وهو أول بلاد سماطة، ومنه تفترق الطرق إلى بلاد السودان وإلى القيروان وإلى بلاد الجريد وطرابلس وغيرها. وقيطون بياضة قرية كبيرة كثيرة النخل فيها تجتمع الرفاق، ومنها تخرج إلى جميع البلاد، وهى آخر بلاد الزاب."

### الزمن المعاصر
مازالت قرية بادس تعاني من تقهقر نوعي على كل الأصعدة فتفتقر بادس الى أبسط المرافق والخدمات وزد على ذلك التهميش غير العقلاني للاثار التي تجري من تحت أقدام أهل بادس وهم لا يعلمون فمنذ الإستقلال لم يقم أحد بأي مبادرة جدية للتنقيب عن الاثار الانسانية المتوفرة في كل ربوع المنطقة.